# ارچیبالد
ارچیبالد (انگلیسی: Archibald E. Gough؛ زادهٔ ۱۶ مارس ۱۸۸۳) بازیکن فوتبال است.
از باشگاه‌هایی که در آن بازی کرده‌است می‌توان به باشگاه فوتبال بازل اشاره کرد.